# Кодекс молчания (фильм, 1985)
«Кодекс молчания» (англ. Code of Silence) — американский кинофильм 1985 года режиссёра Эндрю Дэвиса.

## Сюжет
Чикаго. Эдди Кьюсак — честный полицейский из управления по борьбе с незаконным оборотом наркотиков. Он вовлечён в затянувшуюся кровопролитную войну между двумя кланами колумбийских наркобаронов: Тони Луна и Луиса Комачо. Кьюсак спасает похищенную дочь Тони Луна. В ходе одной из перестрелок полицейским Крейгом был случайно убит мальчик на улице. Полицейский попытался обставить всё так, как будто мальчик был застрелен во время разборок наркобандитов. Принципиальный Кьюсак на дознании свидетельствует против Крейга, нарушая негласный «кодекс молчания» — не давать показания против своих.

## В ролях
- Чак Норрис — Эдди Кьюсак, полицейский
- Молли Хейган — Диана Луна, дочь наркобарона
- Генри Сильва — Луис Камачо
- Берт Ремсен — Кейтс
- Майк Дженовезе — Тони Луна, отец Дианы
- Натан Дейвис — Феликс Скалесе
- Ральф Фуди — Крейг
- Деннис Фарина — Дорато, детектив